# La Roche-sur-Foron
La Roche-sur-Foron is een gemeente in het Franse departement Haute-Savoie (regio Auvergne-Rhône-Alpes). La Roche-sur-Foron telde op 1 januari 2022 11.239 inwoners. De plaats maakt deel uit van het arrondissement Bonneville.

## Geschiedenis
Al in de vijfde eeuw was hier een nederzetting. Op het grondgebied van de gemeente werd een Bourgondische begraafplaats uit deze periode gevonden. La Roche lag tegen een gemakkelijk te verdedigen heuvelrug op een strategische plaats vanwaar het dal van de Arve kon worden overzien en in de omgeving van het Meer van Genève. La Roche was van de elfde tot 1219 een residentie van de graven van Genève. Zij hadden er een kasteel en de stad werd verdedigd door een stadsmuur. De eerste stadsmuur uit de elfde eeuw omvatte de wijk Plain-Château en bezat drie stadspoorten. La Roche bloeide als handelsplaats. Al vanaf de twaalfde eeuw breidde de stad zich tot buiten deze stadsmuren uit. De kerk Saint-Jean-Baptiste werd in deze periode gebouwd. De stad kreeg een tweede, ruimere stadsmuur. In 1335 kreeg La Roche een stadskeure met vrijheden. 
La Roche was niet alleen een handelscentrum, maar ook een centrum voor onderwijs. Guillaume Fichet, Pierre Favre en Franciscus van Sales hebben er gestudeerd. In de zestiende eeuw kende de stad ook tegenspoed. Er waren twee stadsbranden, in 1507 en 1530 en twee keer brak de pest uit, in 1542 en 1587. De stad werd in maart 1590 door inwoners van Genève geplunderd, die in oorlog waren tegen de hertogen van Savoye. In de zeventiende eeuw vestigden zich kapucijnen en bernardinnen in de stad. Tijdens de Spaanse bezetting (1742-1748) werden de stadsmuren afgebroken. Na het vertrek van de Fransen uit Savoye en bij het herstel van het gezag van het koninkrijk Sardinië (1815-1860) werd de stad met neoklassieke gebouwen vernieuwd.
La Roche-sur-Foron kreeg als eerste gemeente in Europa elektrische straatverlichting. Hiervoor werd een deel van de Foron afgetakt en een stuwmeer met een waterkrachtcentrale gebouwd. Er werden op 16 december 1885 twintig lantaarnpalen met daarop zeshonderd elektrische lampen ontstoken en in hetzelfde jaar werd er een spoorwegstation geopend. La Roche-sur-Foron werd een spoorwegknooppunt in Haute-Savoie.

## Geografie
De oppervlakte van La Roche-sur-Foron bedroeg op 1 januari 2022 17,94 vierkante kilometer; de bevolkingsdichtheid was toen 626,5 inwoners per km². De Foron stroomt door de gemeente. Het centrum van de gemeente ligt op een hoogte van 545 meter.
De onderstaande kaart toont de ligging van La Roche-sur-Foron met de belangrijkste infrastructuur en aangrenzende gemeenten.

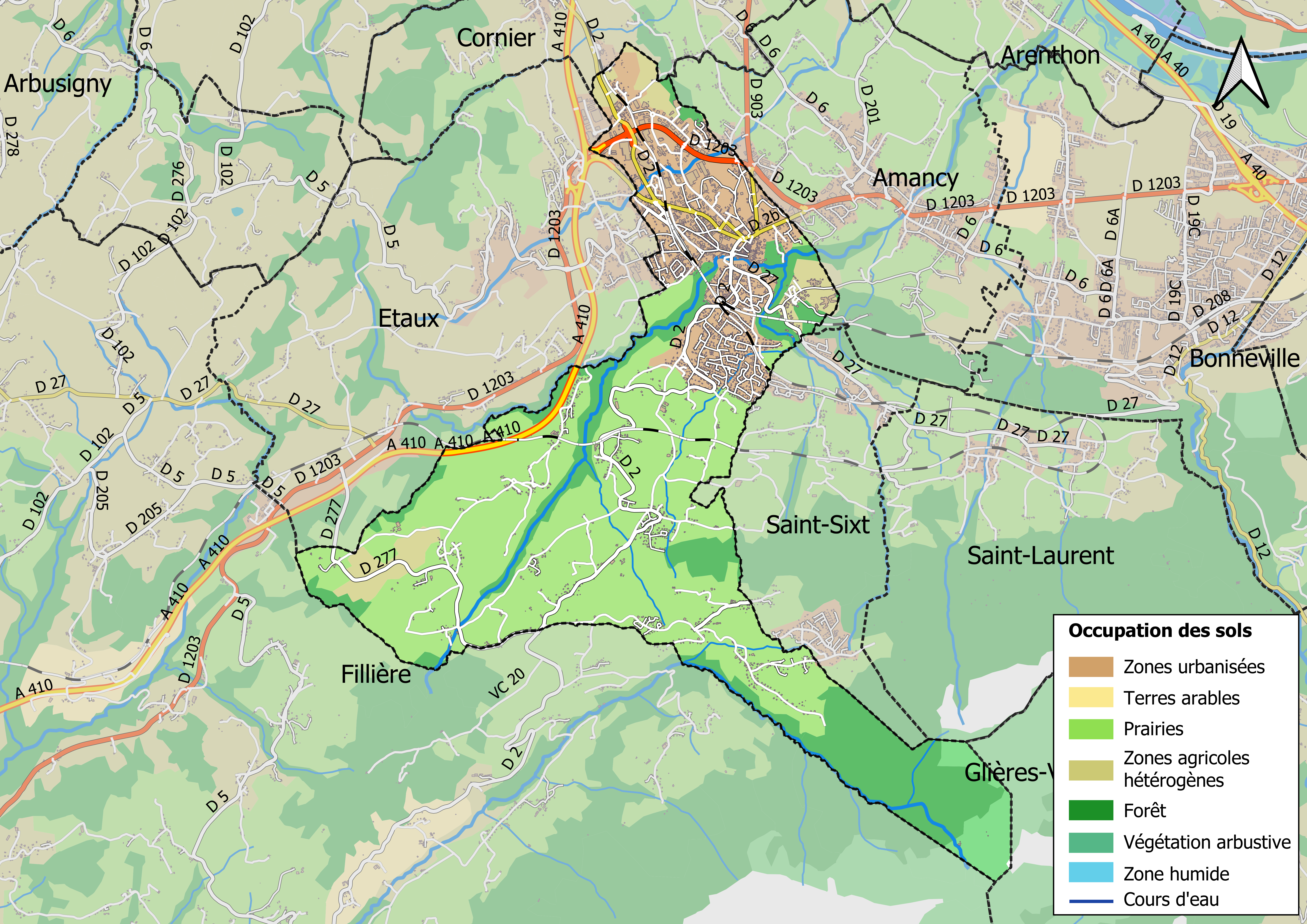

## Bezienswaardigheden
In de wijk Plain-Château is veel erfgoed bewaard gebleven. Een deel van de elfde-eeuwse stadsmuur en ook een originele stadspoort zijn bewaard. De stadsmuur werd bewaakt door drie kastelen: Château de Saix, Château de l'Échelle en Tour des Comtes de Genève. Naast deze middeleeuwse gebouwen zijn er ook huizen van rijke burgers uit de zestiende en zeventiende eeuw, zoals het Maison des Chevaliers de l’Annonciade. 
Religieus erfgoed zijn de kerk Saint-Jean-Baptiste en de Bénite Fontaine. De oudste delen van de Saint-Jean-Baptiste zijn dertiende-eeuws. In de zestiende eeuw werden gotische kapellen aangebouwd. Het kerkorgel van Giovanni Franzetti uit 1861 is een historisch monument. De Bénite Fontaine is een bron buiten het centrum waaraan geneeskundige krachten worden toegeschreven. Het werd een bedevaartsoord. Een eerste Mariakapel werd er gebouwd in de zeventiende eeuw. Deze werd in 1863 vervangen door een neogotische kapel. Er is ook een kruisweg.

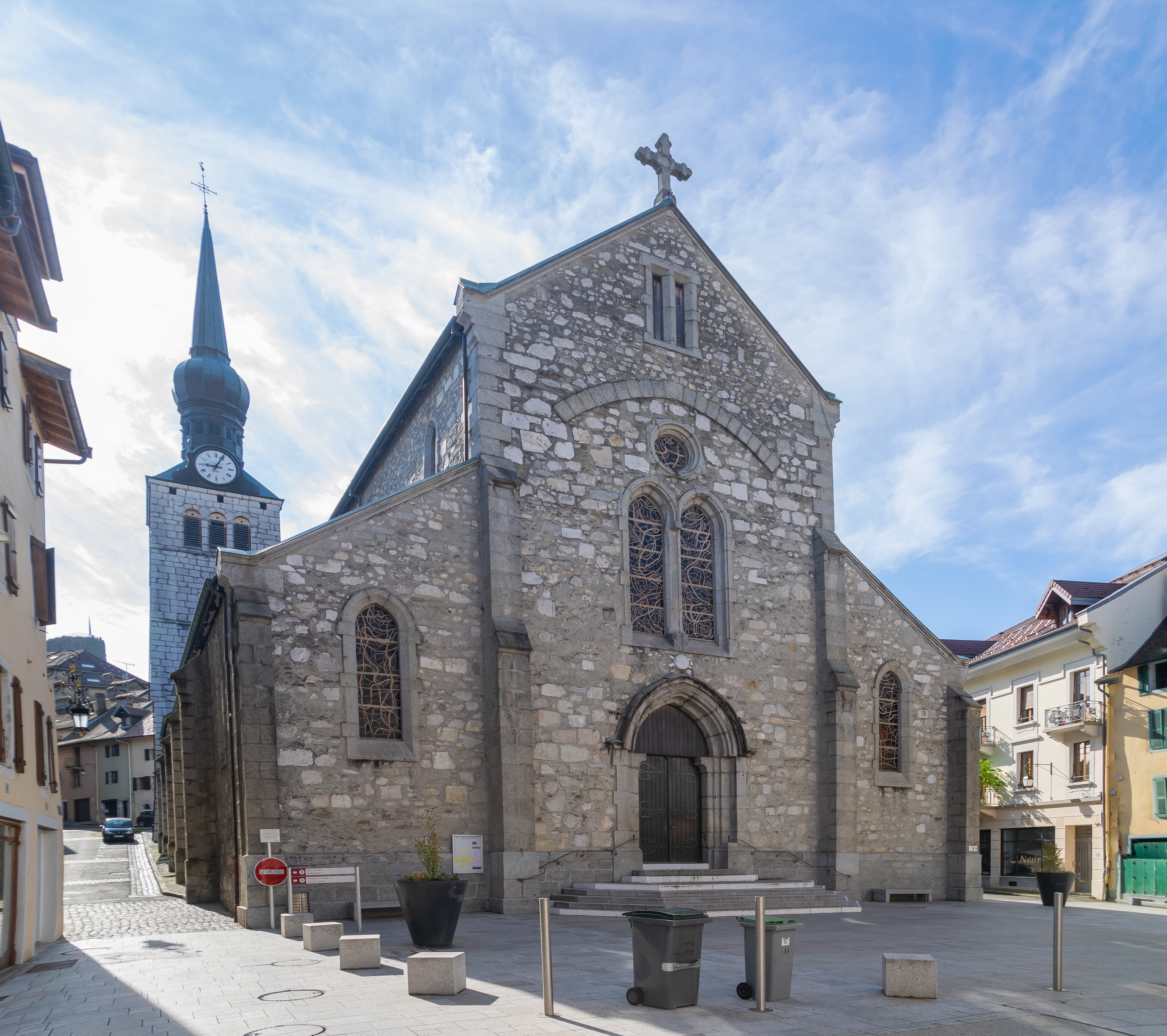
Kerk Saint-Jean-Baptiste
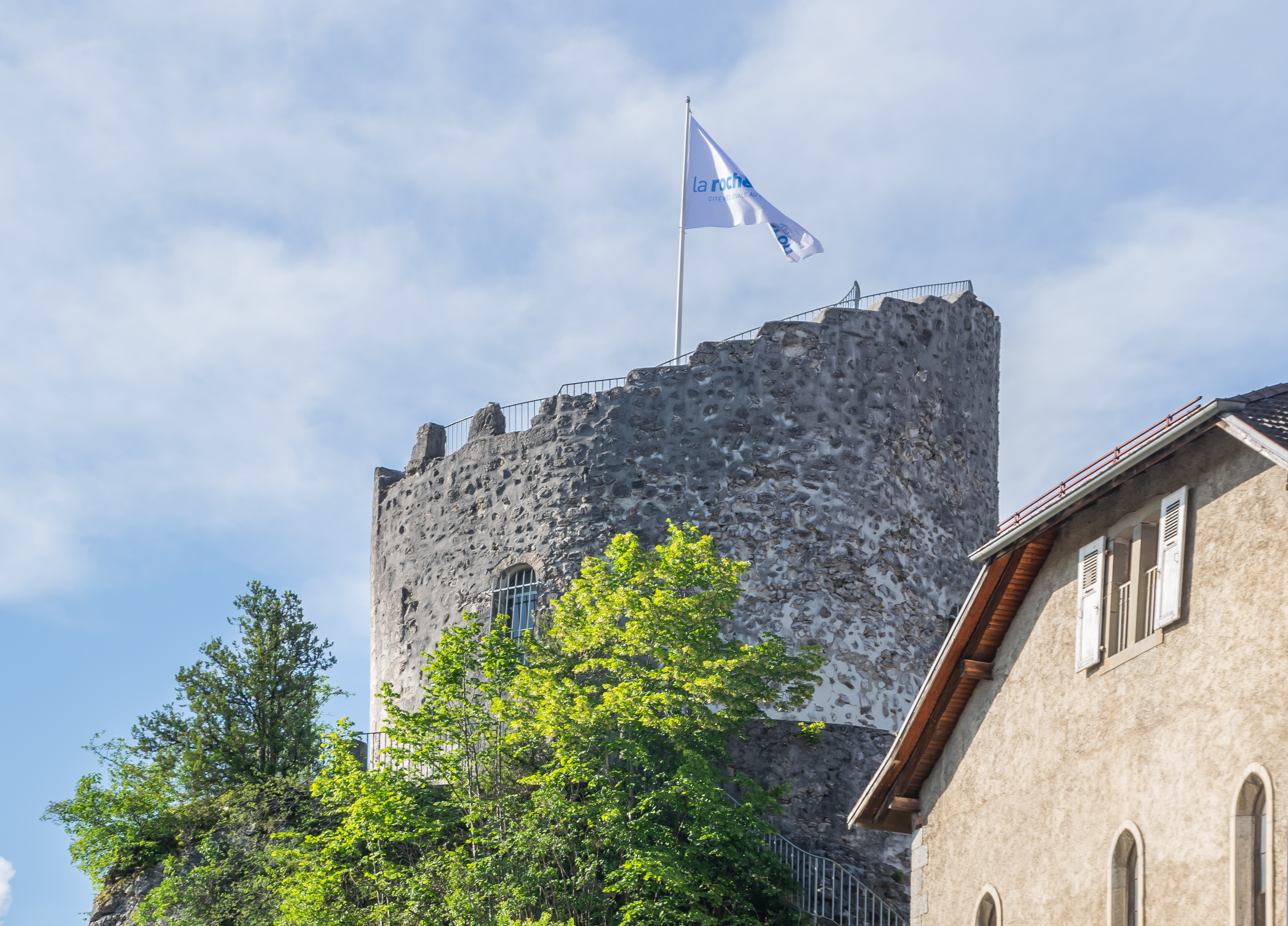
Tour des Comtes de Genève
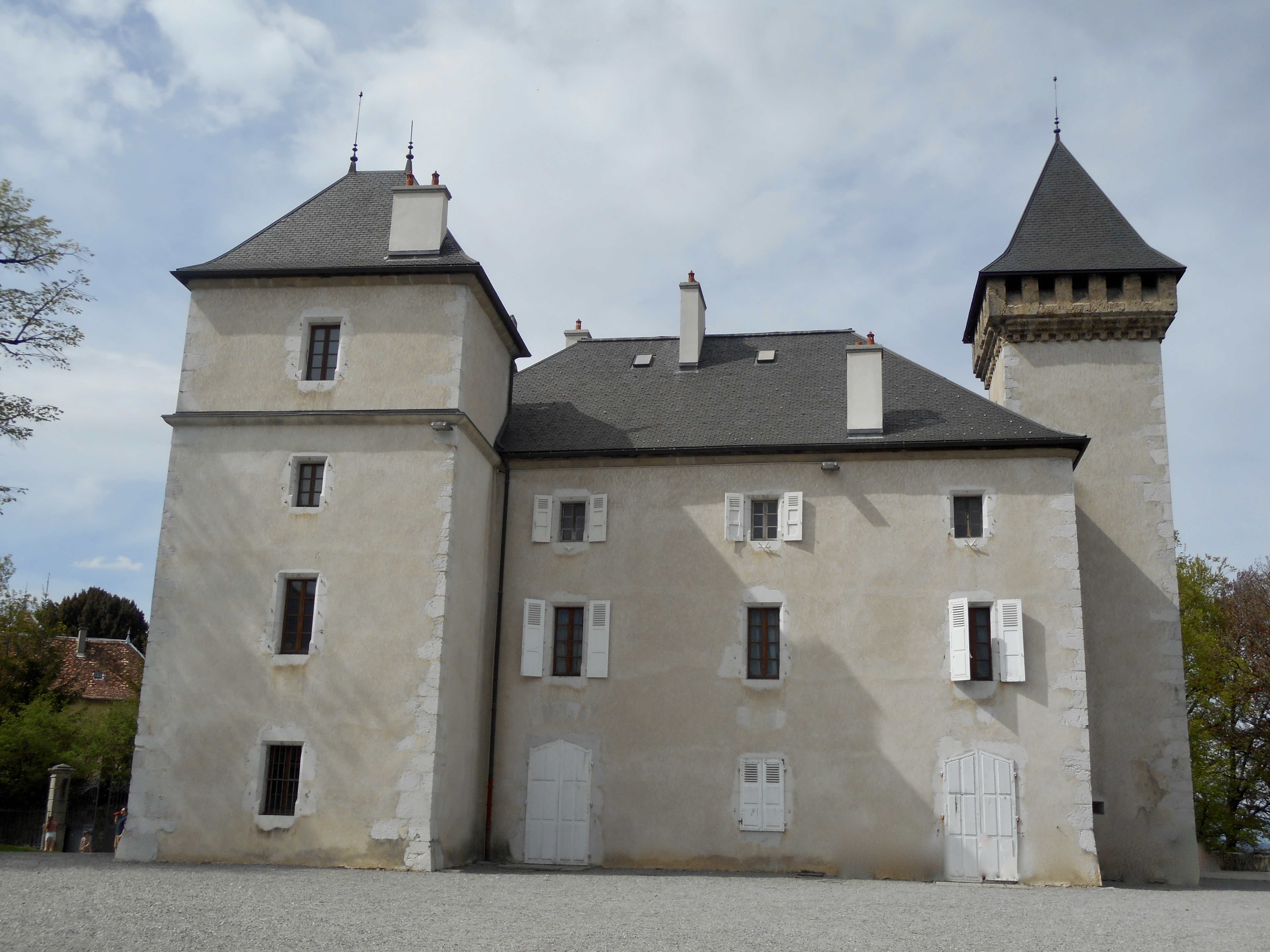
Château de l'Échelle
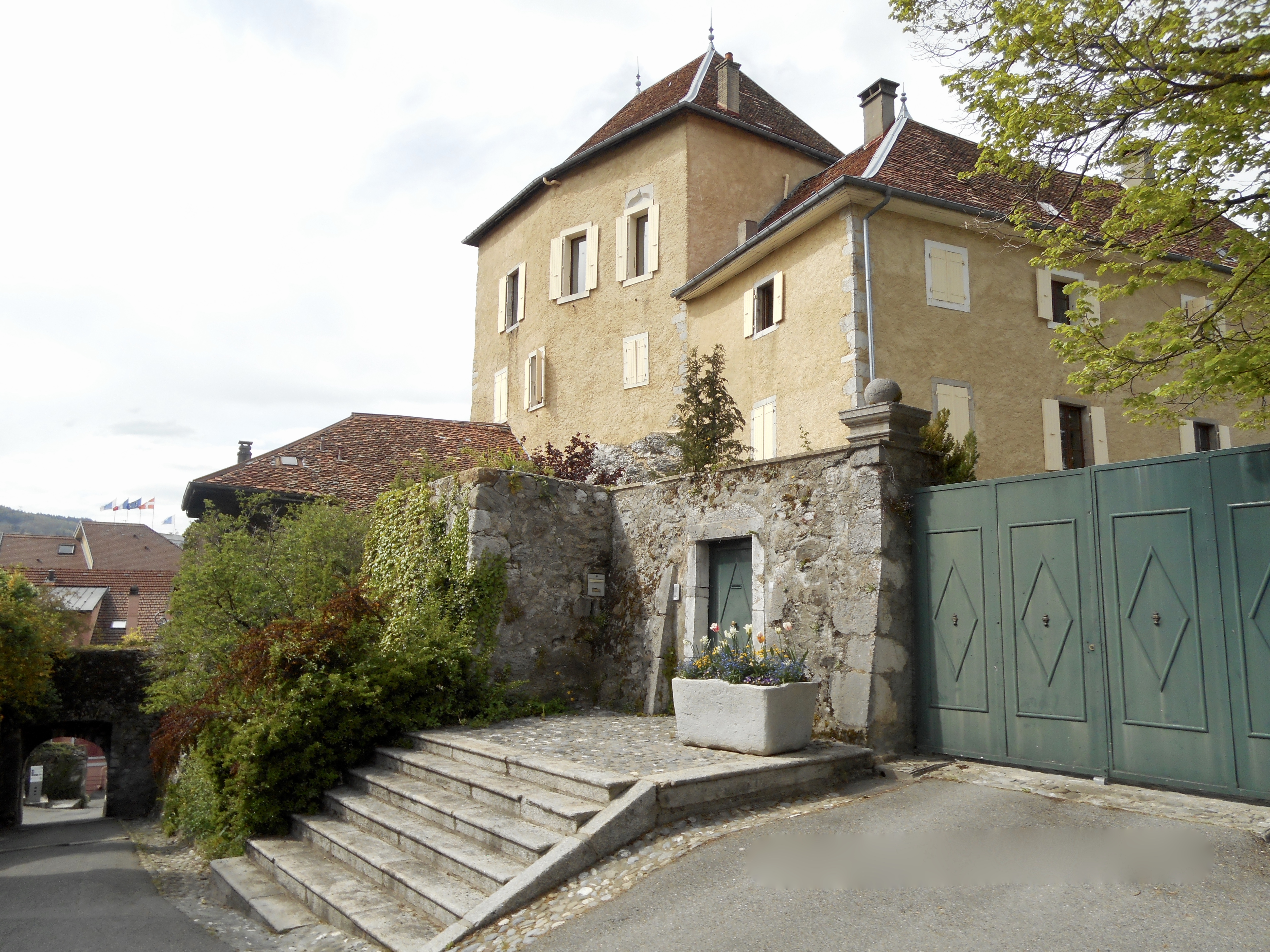
Château du Saix
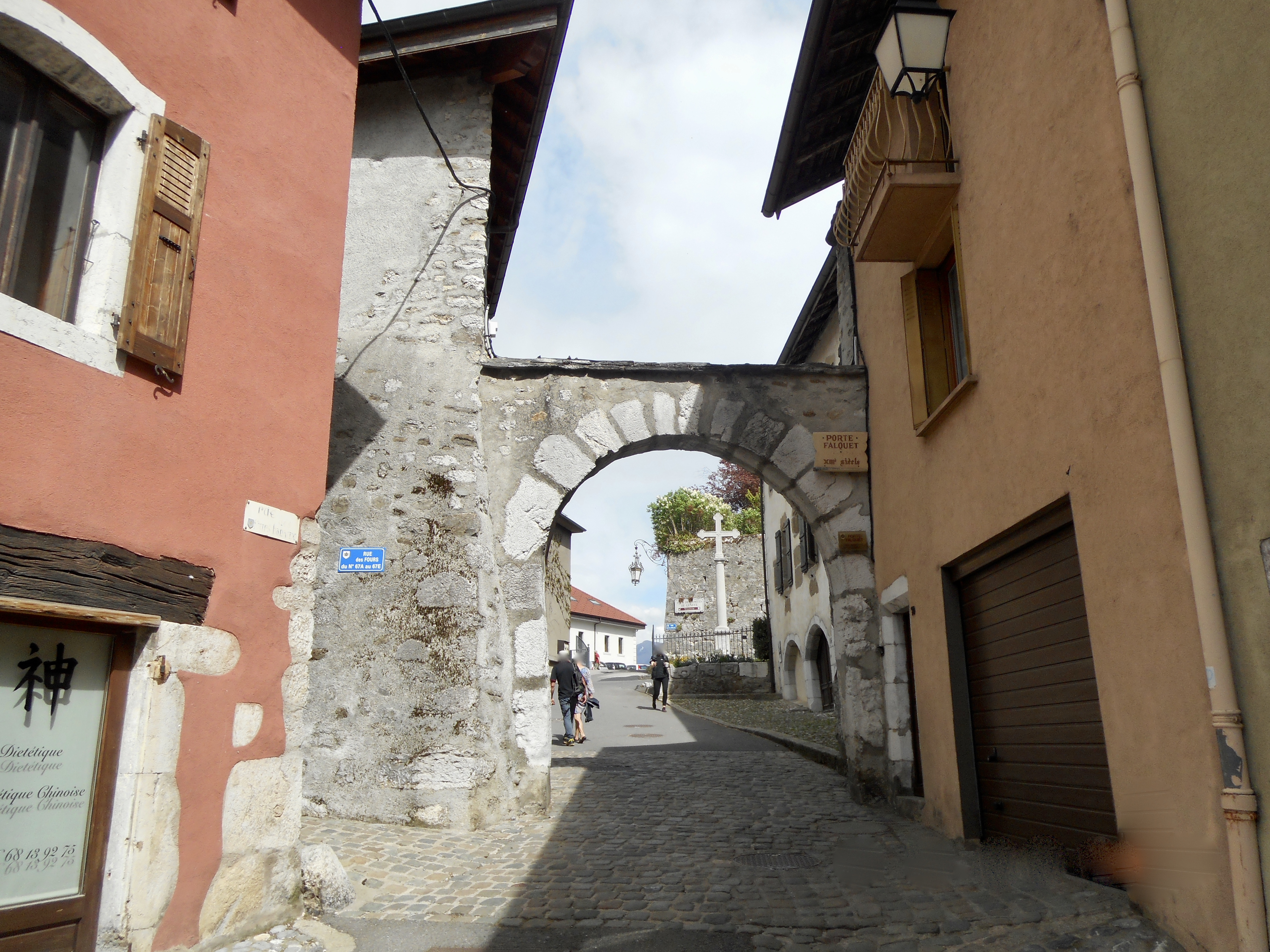
Stadspoort
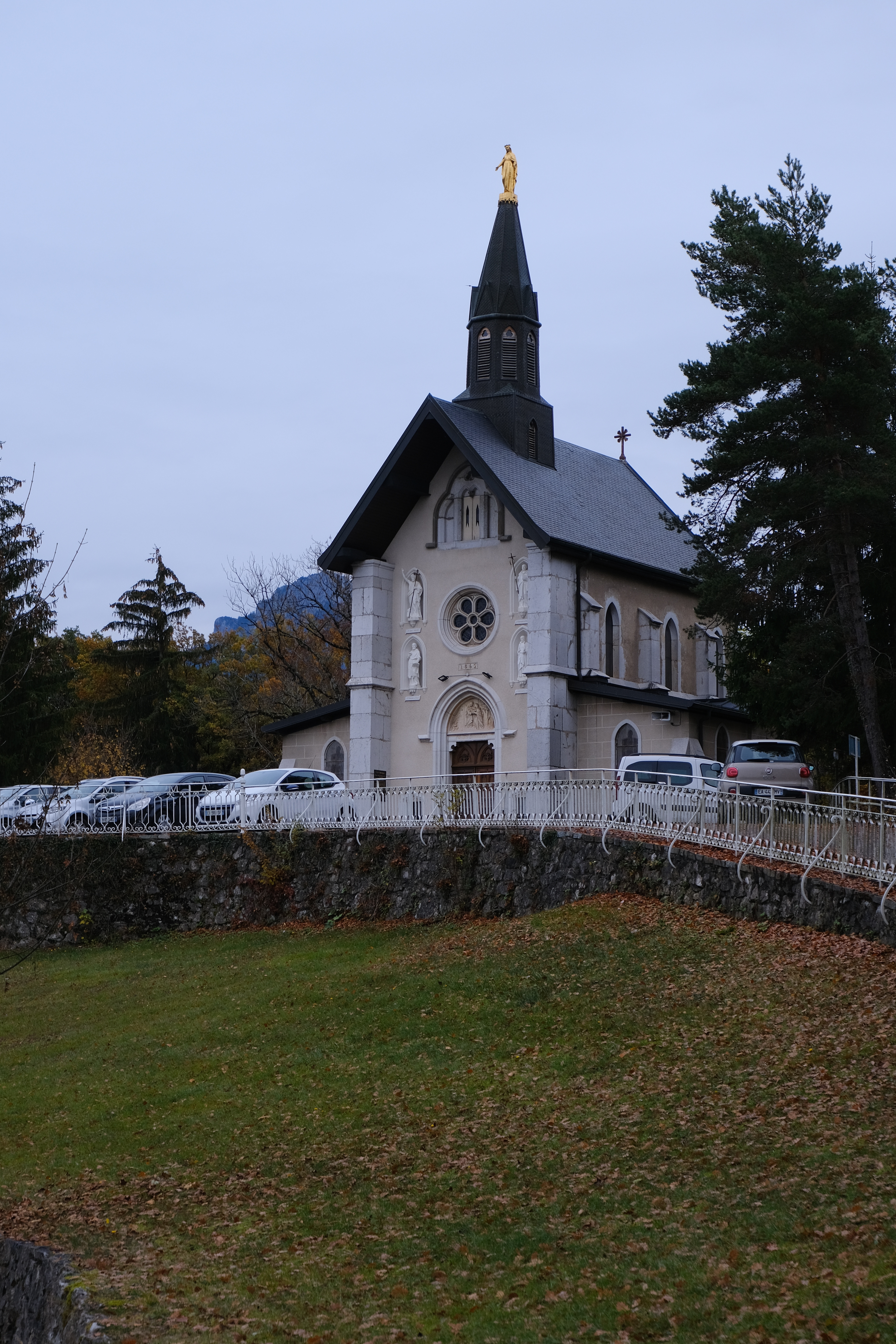
Kapel van de Bénite Fontaine
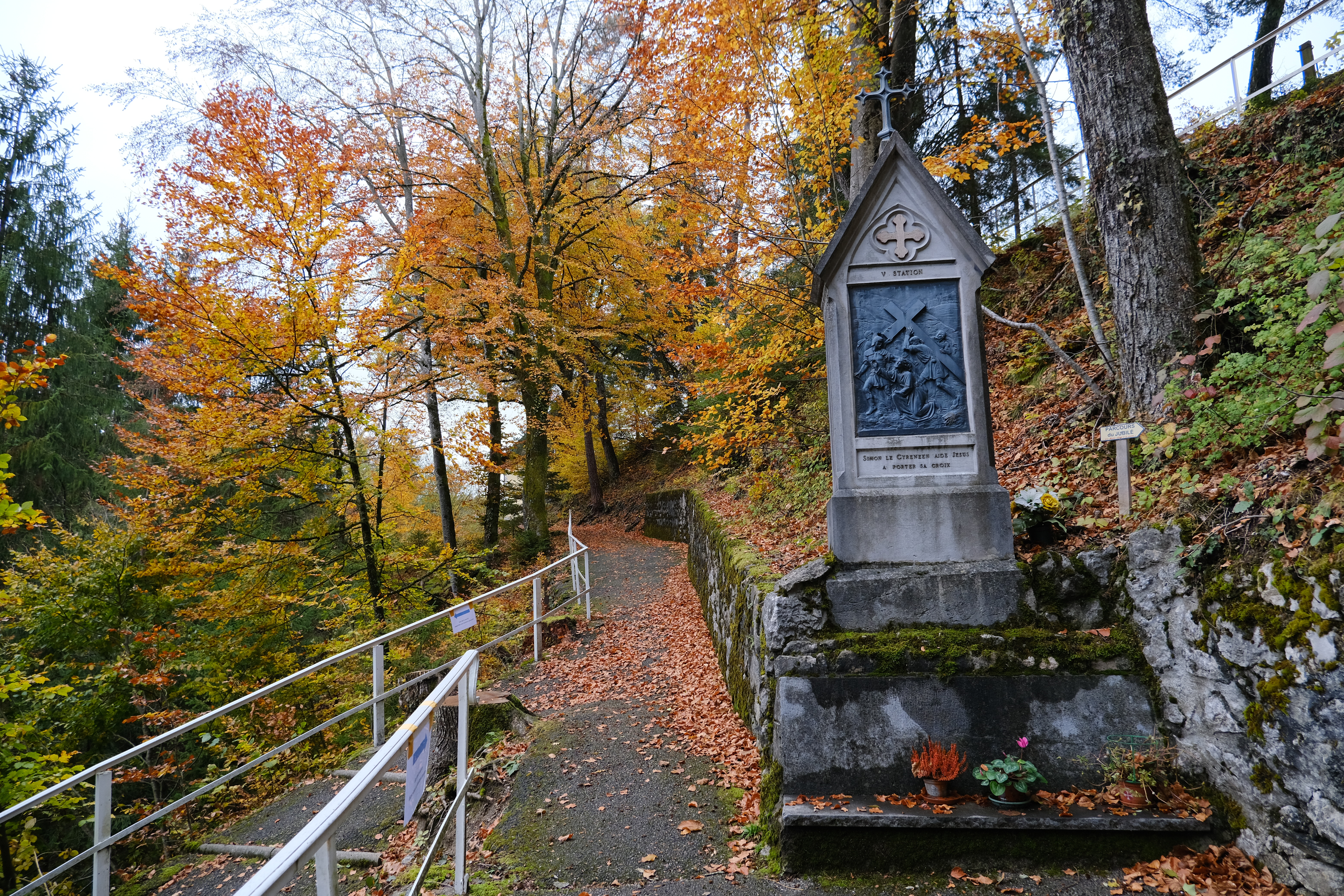
Kruisweg bij de Bénite Fontaine

## Verkeer en vervoer
In de gemeente ligt spoorwegstation La Roche-sur-Foron. De autowegen A410 en D1203 lopen door de gemeente.

## Demografie
Onderstaande figuur toont het verloop van het inwonertal (bron: INSEE-tellingen).

## Sport
La Roche-sur-Foron was op 17 september 2020 aankomstplaats van de achttiende etappe van wielerkoers Ronde van Frankrijk. De in Méribel gestarte etappe werd gewonnen door de Pool Michał Kwiatkowski.

## Geboren
- François Contat (1819-1908), Zwitsers onderwijzer, tekenaar en glasblazer
- Luigi Pelloux (1839–1924), Premier van Italië van 1898 tot 1900